# Nagroda Hugo za najlepszą nowelę
Lista zwycięzców i nominowanych do nagrody Hugo oraz nagrody Retro Hugo w kategorii najlepsza nowela (Best Novelette, utwór o objętości między 7500 a 17 500 słów).

## Nagroda Hugo za najlepszą nowelę
Ceremonia rozdania nagród za najlepszą nowelę nie odbyła się w latach 1954, 1957, 1960–1966 oraz 1970–1972.
Legenda:  Zwycięzcy 
| Rok  | Autor                      | Tytuł | Źródło |
| ---- | -------------------------- | --- | ------ |
| 1955 | Walter M. Miller           | The Darfsteller | [ 1 ]  |
| 1956 | Murray Leinster            | Misja badawcza (Exploration Team) | [ 2 ]  |
| 1958 | Fritz Leiber               | Wielki czas (The Big Time) | [ 3 ]  |
| 1959 | Clifford D. Simak          | Wielkie frontowe podwórze (The Big Front Yard) | [ 4 ]  |
| 1959 | Pauline Ashwell            | Unwillingly to School | [ 4 ]  |
| 1959 | Zenna Henderson            | Captivity | [ 4 ]  |
| 1959 | Cyril M. Kornbluth         | Prekursorski statek (Reap the Dark Tide / Shark Ship) | [ 4 ]  |
| 1959 | Fritz Leiber               | A Deskful of Girls | [ 4 ]  |
| 1959 | Katherine MacLean          | Second Game | [ 4 ]  |
| 1959 | Rog Phillips               | Rat in the Skull | [ 4 ]  |
| 1959 | Jack Vance                 | The Miracle-Workers | [ 4 ]  |
| 1967 | Jack Vance                 | Ostatni zamek (The Last Castle) | [ 5 ]  |
| 1967 | Gordon R. Dickson          | Nazywaj go panem (Call Him Lord) | [ 5 ]  |
| 1967 | Robert M. Green            | Apology to Inky | [ 5 ]  |
| 1967 | Charles L. Harness         | The Alchemist | [ 5 ]  |
| 1967 | Charles L. Harness         | An Ornament to His Profession | [ 5 ]  |
| 1967 | Hayden Howard              | The Eskimo Invasion | [ 5 ]  |
| 1967 | Thomas Burnett Swann       | The Manor of Roses | [ 5 ]  |
| 1967 | Roger Zelazny              | Z każdym moim oddechem (For a Breath I Tarry) | [ 5 ]  |
| 1967 | Roger Zelazny              | Jedna chwila burzy (This Moment of the Storm) | [ 5 ]  |
| 1968 | Fritz Leiber               | Porzucam kośćmi (Gonna Roll the Bones) | [ 6 ]  |
| 1968 | Andre Norton               | Wizard’s World | [ 6 ]  |
| 1968 | Philip K. Dick             | Wiara naszych ojców (Faith of Our Fathers) | [ 6 ]  |
| 1968 | Harlan Ellison             | Śliczna Maggie Dolarooka (Pretty Maggie Moneyeyes) | [ 6 ]  |
| 1969 | Poul Anderson              | Pod postacią ciała (The Sharing of Flesh) | [ 7 ]  |
| 1969 | Brian Aldiss               | Total Environment | [ 7 ]  |
| 1969 | Piers Anthony              | Getting Through University | [ 7 ]  |
| 1969 | Richard Wilson             | Mother to the World | [ 7 ]  |
| 1973 | Poul Anderson              | Pieśń pasterza (Goat Song) | [ 8 ]  |
| 1973 | William Rotsler            | Patron of the Arts | [ 8 ]  |
| 1973 | Harlan Ellison             | Basilisk | [ 8 ]  |
| 1973 | Gardner Dozois             | A Kingdom by the Sea | [ 8 ]  |
| 1973 | James Tiptree Jr.          | Painwise | [ 8 ]  |
| 1974 | Harlan Ellison             | Ptak śmierci (The Deathbird) | [ 9 ]  |
| 1974 | Vonda N. McIntyre          | O Mgle i Trawie, i Piasku / Z Trawy, i Mgły, i Piasku (Of Mist, and Grass, and Sand) | [ 9 ]  |
| 1974 | James Tiptree Jr.          | Miłość to plan, plan to śmierć (Love Is the Plan the Plan Is Death) | [ 9 ]  |
| 1974 | George Alec Effinger       | The City on the Sand | [ 9 ]  |
| 1974 | Jerry Pournelle            | He Fell into a Dark Hole | [ 9 ]  |
| 1975 | Harlan Ellison             | Dryfując między wysepkami Langerhansa: 38°54" szerokości północnej. 77°00"13" długości zachodniej (Adrift Just Off the Islets of Langerhans: Latitude 38° 54' N, Longitude 77° 00' 13" W") | [ 10 ] |
| 1975 | Isaac Asimov               | ...że o nim pamiętasz (—That Thou art Mindful of Him) | [ 10 ] |
| 1975 | Fritz Leiber               | Midnight by the Morphy Watch | [ 10 ] |
| 1975 | Richard A. Lupoff          | After the Dreamtime | [ 10 ] |
| 1975 | Jerry Pournelle            | Extreme Prejudice | [ 10 ] |
| 1975 | William Walling            | Nix Olympica | [ 10 ] |
| 1975 | Kate Wilhelm               | A Brother to Dragons, a Companion of Owls | [ 10 ] |
| 1976 | Larry Niven                | Pogranicze Sol (The Borderland of Sol) | [ 11 ] |
| 1976 | Ursula K. Le Guin          | Nowa Atlantyda (The New Atlantis) | [ 11 ] |
| 1976 | George R.R. Martin         | Nie wolno zabijać człowieka (And Seven Times Never Kill Man) | [ 11 ] |
| 1976 | Tom Reamy                  | San Diego Lightfoot Sue | [ 11 ] |
| 1976 | Jerry Pournelle            | Tinker | [ 11 ] |
| 1977 | Isaac Asimov               | Człowiek, który żył dwieście lat / Dwustuletni człowiek (The Bicentennial Man) | [ 12 ] |
| 1977 | Ursula K. Le Guin          | Dziennik Róży (The Diary of the Rose) | [ 12 ] |
| 1977 | John Varley                | Gotta Sing, Gotta Dance | [ 12 ] |
| 1977 | John Varley                | The Phantom of Kansas | [ 12 ] |
| 1978 | Joan D. Vinge              | Bursztynowe oczy (Eyes of Amber) | [ 13 ] |
| 1978 | Orson Scott Card           | Gra Endera (Ender’s Game) | [ 13 ] |
| 1978 | James Tiptree Jr.          | Sposób na muchy (The Screwfly Solution) | [ 13 ] |
| 1978 | Samuel R. Delany           | Prismatica | [ 13 ] |
| 1978 | Carter Scholz              | The Ninth Symphony of Ludwig van Beethoven and Other Lost Songs | [ 13 ] |
| 1979 | Poul Anderson              | Księżyc łowcy (Hunter’s Moon) | [ 14 ] |
| 1979 | Orson Scott Card           | Mikal’s Songbird | [ 14 ] |
| 1979 | Thomas Disch               | The Man Who Had No Idea | [ 14 ] |
| 1979 | Dean Ing                   | Devil You Don’t Know | [ 14 ] |
| 1979 | John Varley                | The Barbie Murders | [ 14 ] |
| 1980 | George R.R. Martin         | Piaseczniki (Sandkings) | [ 15 ] |
| 1980 | Barry B. Longyear          | Homecoming | [ 15 ] |
| 1980 | Larry Niven                | Szarańcza (The Locusts) | [ 15 ] |
| 1980 | Vonda N. McIntyre          | Ognista powódź (Fireflood) | [ 15 ] |
| 1980 | John Varley                | Options | [ 15 ] |
| 1980 | Christopher Priest         | Palely Loitering | [ 15 ] |
| 1981 | Gordon R. Dickson          | The Cloak and the Staff | [ 16 ] |
| 1981 | Barry B. Longyear          | Savage Planet | [ 16 ] |
| 1981 | John Varley                | Moczary Bitników (Beatnik Bayou) | [ 16 ] |
| 1981 | Keith Roberts              | The Lordly Ones | [ 16 ] |
| 1981 | Michael Shea               | The Autopsy | [ 16 ] |
| 1981 | Howard Waldrop             | Szkaradne kuraki (The Ugly Chickens) | [ 16 ] |
| 1982 | Roger Zelazny              | Wariant jednorożca (Unicorn Variation) | [ 17 ] |
| 1982 | George R.R. Martin         | Strażnicy (Guardians) | [ 17 ] |
| 1982 | Edward Bryant              | The Thermals of August | [ 17 ] |
| 1982 | Parke Godwin               | The Fire When It Comes | [ 17 ] |
| 1982 | Michael Bishop             | The Quickening | [ 17 ] |
| 1983 | Connie Willis              | Obserwator przeciwpożarowy / Praktyka dyplomowa / Praktyka studencka (Fire Watch) | [ 18 ] |
| 1983 | Phyllis Eisenstein         | Nightlife | [ 18 ] |
| 1983 | Timothy Zahn               | Gambit pionka (Pawn's Gambit) | [ 18 ] |
| 1983 | S.P. Somtow                | Aquila (Aquila) | [ 18 ] |
| 1983 | Bruce Sterling             | Rój (Swarm) | [ 18 ] |
| 1984 | Greg Bear                  | Muzyka krwi (Blood Music) | [ 19 ] |
| 1984 | George R.R. Martin         | Małpia kuracja (The Monkey Treatment) | [ 19 ] |
| 1984 | Connie Willis              | Sydon w Lustrzaku / Sydon w lustrze (The Sidon in the Mirror) | [ 19 ] |
| 1984 | Ian Watson                 | Powolne ptaki (Slow Birds) | [ 19 ] |
| 1984 | Kim Stanley Robinson       | Black Air | [ 19 ] |
| 1985 | Octavia E. Butler          | Więzy krwi (Bloodchild) | [ 20 ] |
| 1985 | Lucius Shepard             | Człowiek, który pomalował smoka Griaule'a (The Man Who Painted the Dragon Griaule) | [ 20 ] |
| 1985 | Timothy Zahn               | Pod opiekuńcze skrzydło (Return to the Fold) | [ 20 ] |
| 1985 | Connie Willis              | Niebieski księżyc (Blued Moon) | [ 20 ] |
| 1985 | Hilbert Schenck            | Silicon Muse | [ 20 ] |
| 1985 | Eric Vinicoff              | The Weigher | [ 20 ] |
| 1985 | Kim Stanley Robinson       | The Lucky Strike | [ 20 ] |
| 1986 | Harlan Ellison             | Paladyn straconej godziny / Paladyn zgubionej godziny (Paladin of the Lost Hour) | [ 21 ] |
| 1986 | George R.R. Martin         | Portrety jego dzieci (Portraits of His Children) | [ 21 ] |
| 1986 | Orson Scott Card           | The Fringe | [ 21 ] |
| 1986 | Michael Bishop             | A Gift from the GrayLanders | [ 21 ] |
| 1986 | Michael Swanwick           | Pojedynek (Dogfight) | [ 21 ] |
| 1987 | Roger Zelazny              | Wieczna marzłoć / Wieczna zmarzlina (Permafrost) | [ 22 ] |
| 1987 | David Brin                 | Thor spotyka Kapitana Amerykę (Thor Meets Captain America) | [ 22 ] |
| 1987 | William Gibson             | Zimowy targ (The Winter Market) | [ 22 ] |
| 1987 | Orson Scott Card           | Nad rzeką Hatrack (Hatrack River) | [ 22 ] |
| 1987 | Vernor Vinge               | The Barbarian Princess | [ 22 ] |
| 1988 | Ursula K. Le Guin          | Dziewczyny Buffalo, wyjdźcie dzisiejszej nocy... (Buffalo Gals, Won't You Come Out Tonight)                                                                                                | [ 23 ] |
| 1988 | Pat Murphy                 | Zakochana Rachela (Rachel in Love) | [ 23 ] |
| 1988 | Walter Jon Williams        | Dinozaury (Dinosaurs) | [ 23 ] |
| 1988 | Bruce Sterling             | Kwiaty Edo (Flowers of Edo) | [ 23 ] |
| 1988 | Bruce McAllister           | Dream Baby | [ 23 ] |
| 1989 | George Alec Effinger       | Kociątko Schrödingera (Schrödinger’s Kitten) | [ 24 ] |
| 1989 | Steven Gould               | Brzoskwinie dla Szalonej Molly (Peaches for Mad Molly) | [ 24 ] |
| 1989 | Howard Waldrop             | Do Ya, Do Ya, Wanna Dance? | [ 24 ] |
| 1989 | Harlan Ellison             | Rola marzeń sennych (The Function of Dream Sleep) | [ 24 ] |
| 1989 | Neal Barrett Jr.           | Ginny Sweethips' Flying Circus | [ 24 ] |
| 1990 | Robert Silverberg          | Na scenę wkracza żołnierz. A po nim wkracza drugi (Enter a Soldier. Later: Enter Another)                                                                                                  | [ 25 ] |
| 1990 | Mike Resnick               | Bowiem dotknęłam nieba (For I Have Touched the Sky) | [ 25 ] |
| 1990 | George Alec Effinger       | Everything But Honor | [ 25 ] |
| 1990 | Connie Willis              | W Rialto (At the Rialto) | [ 25 ] |
| 1990 | Nancy Kress                | Cena pomarańczy (The Price of Oranges) | [ 25 ] |
| 1990 | Orson Scott Card           | Pieser (Dogwalker) | [ 25 ] |
| 1991 | Mike Resnick               | Manamouki (The Manamouki) | [ 26 ] |
| 1991 | Charles Sheffield          | A Braver Thing | [ 26 ] |
| 1991 | Ted Chiang                 | Wieża Babilonu (Tower of Babylon) | [ 26 ] |
| 1991 | Dafydd ab Hugh             | The Coon Rolled Down and Ruptured His Larinks, A Squeezed Novel by Mr. Skunk | [ 26 ] |
| 1991 | Martha Soukup              | Over the Long Haul | [ 26 ] |
| 1992 | Isaac Asimov               | Złoto (Gold) | [ 27 ] |
| 1992 | Pat Cadigan                | Rewolucja jaka była (Dispatches from the Revolution) | [ 27 ] |
| 1992 | Connie Willis              | Cud (Miracle) | [ 27 ] |
| 1992 | Howard Waldrop             | Fin de Cyclé | [ 27 ] |
| 1992 | Ted Chiang                 | Potęga umysłu / Zrozum (Understand) | [ 27 ] |
| 1993 | Janet Kagan                | Mistrzowskie posunięcie dziadka do orzechów (The Nutcracker Coup) | [ 28 ] |
| 1993 | Pamela Sargent             | Danny leci na Marsa (Danny Goes to Mars) | [ 28 ] |
| 1993 | Pat Cadigan                | Prawdziwe oblicza (True Faces) | [ 28 ] |
| 1993 | Susan Shwartz              | Suppose They Gave a Peace... | [ 28 ] |
| 1993 | Barry N. Malzberg          | In the Stone House | [ 28 ] |
| 1994 | Charles Sheffield          | Georgia on My Mind | [ 29 ] |
| 1994 | Nancy Kress                | Tańcząc w powietrzu (Dancing on Air) | [ 29 ] |
| 1994 | Terry Bisson               | The Shadow Knows | [ 29 ] |
| 1994 | Bruce Sterling             | Deep Eddy | [ 29 ] |
| 1994 | John Kessel                | Licencja (The Franchise) | [ 29 ] |
| 1995 | David Gerrold              | Dziecko z Marsa (The Martian Child) | [ 30 ] |
| 1995 | Greg Egan                  | Kokon (Cocoon) | [ 30 ] |
| 1995 | Mike Resnick               | Odrobina wiedzy (A Little Knowledge) | [ 30 ] |
| 1995 | Ursula K. Le Guin          | Samotność (Solitude) | [ 30 ] |
| 1995 | Geoffrey A. Landis         | The Singular Habits of Wasps | [ 30 ] |
| 1995 | Ursula K. Le Guin          | Kwestia Seggri (The Matter of Seggri) | [ 30 ] |
| 1996 | James Patrick Kelly        | Myśleć jak dinozaury (Think Like a Dinosaur) | [ 31 ] |
| 1996 | Mike Resnick               | Kiedy starzy bogowie umierają (When the Old Gods Die) | [ 31 ] |
| 1996 | Allen Steele               | Dobry szczur (The Good Rat) | [ 31 ] |
| 1996 | Harry Turtledove           | Za wszelką cenę (Must and Shall) | [ 31 ] |
| 1996 | Greg Egan                  | Luminous | [ 31 ] |
| 1996 | Greg Egan                  | TAP | [ 31 ] |
| 1997 | Bruce Sterling             | Naprawiacz rowerów (Bicycle Repairman) | [ 32 ] |
| 1997 | Mike Resnick               | Wyśniona kraina (The Land of Nod) | [ 32 ] |
| 1997 | Ursula K. Le Guin          | Górskie ścieżki (Mountain Ways) | [ 32 ] |
| 1997 | Suzy McKee Charnas         | Beauty and the Opéra or The Phantom Beast | [ 32 ] |
| 1997 | William Barton             | Age of Aquarius | [ 32 ] |
| 1998 | Bill Johnson               | We Will Drink a Fish Together... | [ 33 ] |
| 1998 | James Alan Gardner         | Three Hearings on the Existence of Snakes in the Human Bloodstream | [ 33 ] |
| 1998 | Stephen Baxter             | Moon Six | [ 33 ] |
| 1998 | Michael A. Burstein        | Broken Symmetry | [ 33 ] |
| 1998 | William Sanders            | The Undiscovered | [ 33 ] |
| 1999 | Bruce Sterling             | Takla Makan (Taklamakan) | [ 34 ] |
| 1999 | Kristine Kathryn Rusch     | Echea | [ 34 ] |
| 1999 | Allen Steele               | Zwarte Piet's Tale | [ 34 ] |
| 1999 | Nancy Kress                | Żołnierz statku parowego na froncie informacyjnym (Steamship Soldier on the Information Front)                                                                                             | [ 34 ] |
| 1999 | Greg Egan                  | The Planck Dive | [ 34 ] |
| 1999 | Ellen Klages               | Time Gypsy | [ 34 ] |
| 1999 | Robert Charles Wilson      | Divided by Infinity | [ 34 ] |
| 2000 | James Patrick Kelly        | 10^16 do jednego (1016 to 1) | [ 35 ] |
| 2000 | Eleanor Arnason            | Stellar Harvest | [ 35 ] |
| 2000 | Greg Egan                  | Strażnicy granic (Border Guards) | [ 35 ] |
| 2000 | Jan Jensen                 | The Secret History of the Ornithopter | [ 35 ] |
| 2000 | Tom Purdom                 | Fossil Games | [ 35 ] |
| 2000 | Ian R. MacLeod             | Fatalna lalunia / Fatalna sztuka (The Chop Girl) | [ 35 ] |
| 2001 | Kristine Kathryn Rusch     | Millennium Babies | [ 36 ] |
| 2001 | Stephen Baxter             | Na szańcu Oriona (On the Orion Line) | [ 36 ] |
| 2001 | Allen Steele               | Agape wśród robotów (Agape Among the Robots) | [ 36 ] |
| 2001 | Stanley Schmidt            | Generation Gap | [ 36 ] |
| 2001 | Mike Resnick               | Czerwona kaplica (Redchapel) | [ 36 ] |
| 2002 | Ted Chiang                 | Piekło to nieobecność Boga (Hell Is the Absence of God) | [ 37 ] |
| 2002 | Allen Steele               | The Days Between | [ 37 ] |
| 2002 | James Patrick Kelly        | Misja (Undone) | [ 37 ] |
| 2002 | Charles Stross             | Homary (Lobsters) | [ 37 ] |
| 2002 | Shane Tourtellotte         | The Return of Spring | [ 37 ] |
| 2003 | Michael Swanwick           | Powolne życie (Slow Life) | [ 38 ] |
| 2003 | Ursula K. Le Guin          | Dzikie dziewczyny (The Wild Girls) | [ 38 ] |
| 2003 | Charles Stross             | Halo | [ 38 ] |
| 2003 | Maureen F. McHugh          | Presence | [ 38 ] |
| 2003 | Gregory Frost              | Madonna of the Maquiladora | [ 38 ] |
| 2004 | Michael Swanwick           | Legiony temporalne (Legions in Time) | [ 39 ] |
| 2004 | Jeffrey Ford               | Imperium lodów (The Empire of Ice Cream) | [ 39 ] |
| 2004 | Charles Stross             | Zmrok (Nightfall) | [ 39 ] |
| 2004 | Jay Lake                   | Droga do Ogrodów Słodkiej Nocy (Into the Gardens of Sweet Night) | [ 39 ] |
| 2004 | James Patrick Kelly        | Bernardo's House | [ 39 ] |
| 2004 | Robert Reed                | Hexagons | [ 39 ] |
| 2005 | Kelly Link                 | Czarodziejska torebka (The Faery Handbag) | [ 40 ] |
| 2005 | Michael F. Flynn           | The Clapping Hands of God | [ 40 ] |
| 2005 | Paolo Bacigalupi           | Ludzie piasku i popiołu (The People of Sand and Slag) | [ 40 ] |
| 2005 | Benjamin Rosenbaum         | Biographical Notes to 'A Discourse on the Nature of Causality, with Airplanes', by Benjamin Rosenbaum                                                                                      | [ 40 ] |
| 2005 | Christopher Rowe           | The Voluntary State | [ 40 ] |
| 2006 | Peter S. Beagle            | Dwa serca (Two Hearts) | [ 41 ] |
| 2006 | Paolo Bacigalupi           | Kaloryk / Kaloriarz (The Calorie Man) | [ 41 ] |
| 2006 | Michael A. Burstein        | TelePresence | [ 41 ] |
| 2006 | Cory Doctorow              | Ja, robot (I, Robot) | [ 41 ] |
| 2006 | Howard Waldrop             | The King of Where-I-Go | [ 41 ] |
| 2007 | Ian McDonald               | Małżonka Dżina (The Djinn's Wife) | [ 42 ] |
| 2007 | Geoff Ryman                | Piękna córka Pol Pota (Pol Pot's Beautiful Daughter) | [ 42 ] |
| 2007 | Michael F. Flynn           | Dawn, and Sunset, and the Colours of the Earth | [ 42 ] |
| 2007 | Mike Resnick               | All the Things You Are | [ 42 ] |
| 2007 | Paolo Bacigalupi           | Człowiek z żółtą kartą (Yellow Card Man) | [ 42 ] |
| 2008 | Ted Chiang                 | Kupiec i wrota alchemika (The Merchant and the Alchemist’s Gate) | [ 43 ] |
| 2008 | Daniel Abraham             | Kambierz i Żelazny Baron. Baśń ekonomiczna (The Cambist and Lord Iron: a Fairytale of Economics)                                                                                           | [ 43 ] |
| 2008 | Greg Egan                  | Dark Integers | [ 43 ] |
| 2008 | Greg Egan                  | Gloria (Glory) | [ 43 ] |
| 2008 | David Moles                | Finisterra | [ 43 ] |
| 2009 | Elizabeth Bear             | Shoggothy w rozkwicie (Shoggoths in Bloom) | [ 44 ] |
| 2009 | John Kessel                | Duma i Prometeusz (Pride and Prometheus) | [ 44 ] |
| 2009 | James Alan Gardner         | Broń promieniowa – love story (The Ray-Gun: A Love Story) | [ 44 ] |
| 2009 | Paolo Bacigalupi           | Hazardzista (The Gambler) | [ 44 ] |
| 2009 | Mike Resnick               | Targowisko cudów Alastaira Dziwa (Alastair Baffle's Emporium of Wonders) | [ 44 ] |
| 2010 | Peter Watts                | Wyspa (The Island) | [ 45 ] |
| 2010 | Rachel Swirsky             | Eros, filia, agape (Eros, Philia, Agape) | [ 45 ] |
| 2010 | Nicola Griffith            | It Takes Two | [ 45 ] |
| 2010 | Paul Cornell               | One of Our Bastards is Missing | [ 45 ] |
| 2010 | Charles Stross             | Overtime | [ 45 ] |
| 2010 | Eugie Foster               | Sinner, Baker, Fabulist, Priest; Red Mask, Black Mask, Gentleman, Beast | [ 45 ] |
| 2011 | Allen Steele               | The Emperor of Mars | [ 46 ] |
| 2011 | Sean McMullen              | Eight Miles | [ 46 ] |
| 2011 | Aliette de Bodard          | The Jaguar House, in Shadow | [ 46 ] |
| 2011 | Eric James Stone           | The Leviathan, Whom Thou Hast Made | [ 46 ] |
| 2011 | James Patrick Kelly        | Plus or Minus | [ 46 ] |
| 2012 | Charlie Jane Anders        | Sześć miesięcy i trzy dni (Six Months, Three Days) | [ 47 ] |
| 2012 | Paul Cornell               | The Copenhagen Interpretation | [ 47 ] |
| 2012 | Rachel Swirsky             | Fields of Gold | [ 47 ] |
| 2012 | Brad R. Torgersen          | Ray of Light | [ 47 ] |
| 2012 | Geoff Ryman                | What We Found | [ 47 ] |
| 2013 | Pat Cadigan                | Dziewczę, które poszło na sushi (The Girl-Thing Who Went Out for Sushi) | [ 48 ] |
| 2013 | Thomas Olde Heuvelt        | Chłopiec, który nie rzucał cienia (The Boy Who Cast No Shadow) | [ 48 ] |
| 2013 | Catherynne M. Valente      | Przejście w biel (Fade To White) | [ 48 ] |
| 2013 | Seanan McGuire             | In Sea-Salt Tears | [ 48 ] |
| 2013 | Seanan McGuire             | Rat-Catcher | [ 48 ] |
| 2014 | Mary Robinette Kowal       | The Lady Astronaut of Mars | [ 49 ] |
| 2014 | Vox Day                    | Opera Vita Aeterna | [ 49 ] |
| 2014 | Brad R. Torgersen          | The Exchange Officers | [ 49 ] |
| 2014 | Ted Chiang                 | Prawda faktów, prawda uczuć (The Truth of Fact, the Truth of Feeling) | [ 49 ] |
| 2014 | Aliette de Bodard          | The Waiting Stars | [ 49 ] |
| 2015 | Thomas Olde Heuvelt        | Rybka w butelce (The Day The World Turned Upside Down) | [ 50 ] |
| 2015 | Michael F. Flynn           | The Journeyman: In the Stone House | [ 50 ] |
| 2015 | Edward M. Lerner           | Championship B’tok | [ 50 ] |
| 2015 | Gray Rinehart              | Ashes to Ashes, Dust to Dust, Earth to Alluvium | [ 50 ] |
| 2015 | Rajnar Vajra               | The Triple Sun: A Golden Age Tale | [ 50 ] |
| 2016 | Hao Jingfang               | Składany Pekin (Folding Beijing) | [ 51 ] |
| 2016 | Brooke Bolander            | I po trupach ją poznacie (And You Shall Know Her by the Trail of Dead) | [ 51 ] |
| 2016 | Cheah Kai Wai              | Flashpoint: Titan | [ 51 ] |
| 2016 | Stephen King               | Nekrologi (Obits) | [ 51 ] |
| 2016 | David VanDyke              | What Price Humanity? | [ 51 ] |
| 2017 | Ursula Vernon              | The Tomato Thief | [ 52 ] |
| 2017 | Nina Allan                 | The Art of Space Travel | [ 52 ] |
| 2017 | Fran Wilde                 | The Jewel and Her Lapidary | [ 52 ] |
| 2017 | Stix Hiscock               | Alien Stripper Boned from Behind by the T-Rex | [ 52 ] |
| 2017 | Carolyn Ives Gilman        | Touring with the Alien | [ 52 ] |
| 2017 | Alyssa Wong                | You'll Surely Drown Here If You Stay | [ 52 ] |
| 2018 | Suzanne Palmer             | The Secret Life of Bots | [ 53 ] |
| 2018 | Sarah Pinsker              | Wind Will Rove | [ 53 ] |
| 2018 | Vina Jie-Min Prasad        | A Series of Steaks | [ 53 ] |
| 2018 | Yoon Ha Lee                | Extracurricular Activities | [ 53 ] |
| 2018 | Aliette de Bodard          | Children of Thorns, Children of Water | [ 53 ] |
| 2018 | K.M. Szpara                | Small Changes Over Long Periods of Time | [ 53 ] |
| 2019 | Zen Cho                    | If at First You Don’t Succeed, Try, Try Again | [ 54 ] |
| 2019 | Tina Connolly              | The Last Banquet of Temporal Confections | [ 54 ] |
| 2019 | Naomi Kritzer              | The Thing About Ghost Stories | [ 54 ] |
| 2019 | Daryl Gregory              | Nine Last Days on Planet Earth | [ 54 ] |
| 2019 | Brooke Bolander            | The Only Harmless Great Thing | [ 54 ] |
| 2019 | Simone Heller              | When We Were Starless | [ 54 ] |
| 2020 | N.K. Jemisin               | Emergency Skin | [ 55 ] |
| 2020 | Ted Chiang                 | Omfalos (Omphalos) | [ 55 ] |
| 2020 | Sarah Gailey               | Away With the Wolves | [ 55 ] |
| 2020 | Siobhan Carroll            | For He Can Creep | [ 55 ] |
| 2020 | Sarah Pinsker              | The Blur in the Corner of Your Eye | [ 55 ] |
| 2020 | Caroline M. Yoachim        | The Archronology of Love | [ 55 ] |
| 2021 | Sarah Pinsker              | Two Truths and a Lie | [ 56 ] |
| 2021 | A.T. Greenblatt            | Burn, or the Episodic Life of Sam Wells as a Super | [ 56 ] |
| 2021 | Isabel Fall                | Helicopter Story | [ 56 ] |
| 2021 | Aliette de Bodard          | The Inaccessibility of Heaven | [ 56 ] |
| 2021 | Naomi Kritzer              | Monster | [ 56 ] |
| 2021 | Meg Elison                 | The Pill | [ 56 ] |
| 2022 | Suzanne Palmer             | Bots of the Lost Ark | [ 57 ] |
| 2022 | Oghenechovwe Donald Ekpeki | O2 Arena | [ 57 ] |
| 2022 | Catherynne M. Valente      | L’Esprit de L’Escalier | [ 57 ] |
| 2022 | Fran Wilde                 | Unseelie Brothers, Ltd. | [ 57 ] |
| 2022 | John Wiswell               | That Story Isn’t the Story | [ 57 ] |
| 2022 | Caroline M. Yoachim        | Colors of the Immortal Palette | [ 57 ] |
| 2023 | Hai Ya                     | The Space-Time Painter | [ 58 ] |
| 2023 | John Chu                   | If You Find Yourself Speaking to God, Address God with the Informal You | [ 58 ] |
| 2023 | S.L. Huang                 | Murder By Pixel: Crime and Responsibility in the Digital Darkness | [ 58 ] |
| 2023 | Wole Talabi                | A Dream of Electric Mothers | [ 58 ] |
| 2023 | Catherynne M. Valente      | The Difference Between Love and Time | [ 58 ] |
| 2023 | Marie Vibbert              | We Built This City | [ 58 ] |
| 2024 | Naomi Kritzer              | The Year Without Sunshine | [ 59 ] |
| 2024 | Ai Jiang                   | I AM AI | [ 59 ] |
| 2024 | Sarah Pinsker              | One Man’s Treasure | [ 59 ] |
| 2024 | C.L. Polk                  | Ivy, Angelica, Bay | [ 59 ] |
| 2024 | Gu Shi                     | Introduction to 2181 Overture, Second Edition | [ 59 ] |
| 2024 | Nghi Vo                    | On the Fox Roads | [ 59 ] |

## Nagroda „Retro Hugo”
Legenda:  Zwycięzcy 
| Rok  | Rok przyznania | Autor                                           | Tytuł                                                                                               | Źródło |
| ---- | -------------- | ----------------------------------------------- | --------------------------------------------------------------------------------------------------- | ------ |
| 1939 | 2014           | Clifford D. Simak                               | Rule 18                                                                                             | [ 60 ] |
| 1939 | 2014           | John W. Campbell                                | Dead Knowledge                                                                                      | [ 60 ] |
| 1939 | 2014           | Henry Kuttner                                   | Księżycowe Hollywood (Hollywood on the Moon)                                                        | [ 60 ] |
| 1939 | 2014           | Robert E. Howard                                | Gołębie z piekła (Pigeons from Hell)                                                                | [ 60 ] |
| 1939 | 2014           | C.L. Moore                                      | Werewoman                                                                                           | [ 60 ] |
| 1941 | 2016           | Robert A. Heinlein                              | Drogi muszą być w ruchu (The Roads Must Roll)                                                       | [ 61 ] |
| 1941 | 2016           | Jack Williamson                                 | Darker Than You Think                                                                               | [ 61 ] |
| 1941 | 2016           | Harry Bates                                     | Farewell to the Master                                                                              | [ 61 ] |
| 1941 | 2016           | Theodore Sturgeon                               | It!                                                                                                 | [ 61 ] |
| 1941 | 2016           | Robert A. Heinlein                              | Blowups Happen                                                                                      | [ 61 ] |
| 1943 | 2018           | Isaac Asimov                                    | Fundacja (nowela) (Foundation)                                                                      | [ 62 ] |
| 1943 | 2018           | Isaac Asimov                                    | Bridle and Saddle (także jako The Mayors)                                                           | [ 62 ] |
| 1943 | 2018           | Robert A. Heinlein (jako Anson MacDonald)       | Goldfish Bowl                                                                                       | [ 62 ] |
| 1943 | 2018           | Fredric Brown                                   | The Star Mouse                                                                                      | [ 62 ] |
| 1943 | 2018           | C.L. Moore                                      | There Shall Be Darkness                                                                             | [ 62 ] |
| 1943 | 2018           | A.E. van Vogt                                   | The Weapon Shop                                                                                     | [ 62 ] |
| 1944 | 2019           | Lewis Padgett (C.L. Moore i Henry Kuttner)      | Tubylerczykom spełły fajle (Mimsy Were the Borogoves)                                               | [ 63 ] |
| 1944 | 2019           | Leigh Brackett                                  | Citadel of Lost Ships                                                                               | [ 63 ] |
| 1944 | 2019           | Leigh Brackett                                  | The Halfling                                                                                        | [ 63 ] |
| 1944 | 2019           | Fritz Leiber                                    | Dom Złoczyńców (Thieves’ House)                                                                     | [ 63 ] |
| 1944 | 2019           | Lewis Padgett (Henry Kuttner)                   | Próżny robot (The Proud Robot)                                                                      | [ 63 ] |
| 1944 | 2019           | Eric Frank Russell                              | Symbiotica                                                                                          | [ 63 ] |
| 1945 | 2020           | Clifford D. Simak                               | Miasto (City)                                                                                       | [ 64 ] |
| 1945 | 2020           | C.L. Moore                                      | No Woman Born                                                                                       | [ 64 ] |
| 1945 | 2020           | Fredric Brown                                   | Turniej (Arena)                                                                                     | [ 64 ] |
| 1945 | 2020           | Lewis Padgett (C.L. Moore i Henry Kuttner)      | Gdy przebierze się miarka (When the Bough Breaks)                                                   | [ 64 ] |
| 1945 | 2020           | Isaac Asimov                                    | The Big and the Little (także jako The Merchant Princes)                                            | [ 64 ] |
| 1945 | 2020           | Lawrence O’Donnell (C.L. Moore i Henry Kuttner) | Godzina dzieci (The Children’s Hour)                                                                | [ 64 ] |
| 1946 | 1996           | Murray Leinster                                 | Pierwszy kontakt (First Contact)                                                                    | [ 65 ] |
| 1946 | 1996           | Fredric Brown                                   | Pi in the Sky                                                                                       | [ 65 ] |
| 1946 | 1996           | Lester del Rey                                  | Into Thy Hands                                                                                      | [ 65 ] |
| 1946 | 1996           | A.E. van Vogt                                   | The Mixed Men                                                                                       | [ 65 ] |
| 1946 | 1996           | Henry Kuttner                                   | Syn grajka (The Piper's Son)                                                                        | [ 65 ] |
| 1951 | 2001           | Cyril M. Kornbluth                              | Czarna walizeczka (The Little Black Bag)                                                            | [ 66 ] |
| 1951 | 2001           | Cordwainer Smith                                | Na próżno żyją skanerzy (Scanners Live in Vain)                                                     | [ 66 ] |
| 1951 | 2001           | Poul Anderson                                   | Pomocna dłoń (The Helping Hand)                                                                     | [ 66 ] |
| 1951 | 2001           | James Blish                                     | Okie                                                                                                | [ 66 ] |
| 1951 | 2001           | Eric Frank Russell                              | Dear Devil                                                                                          | [ 66 ] |
| 1954 | 2004           | James Blish                                     | Gdzie twój dom, Ziemianinie? (Earthman, Come Home)                                                  | [ 67 ] |
| 1954 | 2004           | Philip K. Dick                                  | Przypomnimy to panu hurtowo / Wariant drugi (We Can Remember It for You Wholesale / Second Variety) | [ 67 ] |
| 1954 | 2004           | Poul Anderson                                   | The Adventure of the Misplaced Hound                                                                | [ 67 ] |
| 1954 | 2004           | Poul Anderson                                   | Sam Hall                                                                                            | [ 67 ] |
| 1954 | 2004           | Theodore Cogswell                               | The Wall Around the World                                                                           | [ 67 ] |